# Франц Вейденрейх
Франц Вейденрейх (нім. Franz Weidenreich; 7 червня 1873, м. Еденкобен, Німецька імперія — 11 липня 1948, м. Нью-Йорк, США) — німецький науковець, фахівець з фізичної антропології та анатомії. Популярним став переважно завдяки вивченню викопних решток так званої «пекінської людини» (синантропа).

## Життєпис
Народився 7 червня 1873 р. в Еденкобені (Німеччина). Медичну освіту отримав в університетах Мюнхена, Кіля, Берліна і Страсбурга. У 1899 р. присуджено ступінь доктора медицини[джерело?]. Перший час займався питаннями гематології. 1904 року, ставши професором анатомії в Страсбурзі і залишаючись на цій посаді до 1918 р., опублікував понад 50 робіт з анатомії. З 1921 р. до 1928 р. керував кафедрою анатомії Гейдельберзького університету, а потім (до 1935 рік) — кафедрою антропології Франкфуртського університету.
Ще працюючи в Гейдельберзькому університеті, провів своє перше дослідження викопних решток людини, вивчаючи череп неандерталоіда з Ерінгсдорфа. Наукова публікація, присвячена цій роботі, вийшла у світ у 1926 році. А в 1935 році, перебуваючи на посаді запрошеного професора Пекінського об'єднаного медичного коледжу, він розпочав фундаментальне дослідження останків «пекінської людини» (лат. Sinanthropus pekinensis).
Ці останки були знайдені в 1927 році. І на той момент науковці розташовували знаннями про фрагменти черепа людиноподібної істоти з острова Ява, Homo erectus (крім так званої «гейдельбергской щелепи»). У ряді характеристик будови черепа і форми зубів лат. Sinanthropus показав схожість з лат. Homo erectus. Зіставлення цих двох груп, які належать до ранньої епохи середнього плейстоцену (близько 1 мільйона років тому), дозволяє виділити ранню людину в зовсім особливу зоологічну групу. Пізніше Вейденрейх, виділяючи цей тип, використовував термін «архантропи».
У 1937 р. Вейденрейх році разом з голландським антропологом Г. Кенігсвальдом виявили на Яві нові останки архантропа. Великий череп викопної людини став їхньою новою знахідкою, про яку вони повідомили в 1938 році. Цей тип викопних решток вищих приматів був названий лат. Pithecanthropus robustus. У 1939 р. вийшла у світ публікація Вейденрейха, в якій він повідомив про знахідку, зроблену у верхньому шарі печери Чжоукоудянь: це три черепи лат. Homo sapiens. Вейденрейх виїхав з м. Пекіна в 1940 році. Переїхавши до США, він захопив із собою гіпсові зліпки знахідок синантропа (оригінали цих останків загублені, але копії були зроблені дуже точно).
У 1941 р. він почав працювати у Музеї природної історії в Нью-Йорку. Результати своїх досліджень виклав у монографії «Череп пекінського синантропа» (англ. The Skull of Sinanthropus pekinensis), яка вийшла в 1943 році. Працюючи над монографією, Вейденрейх зберіг інтерес до проблем людської еволюції. І в 1946 р. опублікував книгу «Людиноподібні мавпи, гігантопітеки і людина» (англ. Apes, Giants and Man), в якій підбив підсумок своїм багаторічним дослідженням у цій галузі. За цей же час він написав понад 30 статей.

## Теорія Вейденрейха
Вейденрейх вважається одним із творців теорії поліцентризму, згідно з якою походження людини було можливо в декількох регіонах Землі. У кожному з цих регіонів завдяки незалежній еволюції з архантропів, які там мешкали, а після палеоантропів з'явилася сучасна людина, яка належить до конкретної великої раси (європеоїдної, негроїдної, монголоїдної та т.п.). Прихильником цієї теорії був Г. Ф. Дебец.

### Критика теорії Вейденрейха
Теорія Вейденрейха різко критикувалася Я. Я. Рогинським і М. Г. Левіним, які вважали докази, які наводяться, недостатніми, щоб стверджувати існування специфічних еволюційних зв'язків між бейпінськими мавпо-людьми і сучасними монголоїдами. Проте їхня критика не заважала їм розглядати Китай як один з регіонів становлення людини. На користь цього висновку говорить велика морфологічна близькість між синантропом і пітекантропом і природно-географічна імовірність існування найдавніших гомінідів на початку четвертинного періоду на всій території від околиць Бейпіну до Яви. Крім того, критики цієї теорії зазначають, що між викопними формами людини і сучасними расами, які мешкають в цих же регіонах, немає морфологічної відповідності, в той час, як більшість не пов'язаних одна з одною ознак виявляють у різних рас помітну подібність.